# Bai she chuan shuo
Bai she chuan shuo (白蛇傳說之法海), comercialitzat internacionalment com The Sorcerer and the White Snake, és una pel·lícula d'acció fantàstica de 2011 dirigida per Ching Siu-tung i protagonitzada per Jet Li. Està basada en una llegenda xinesa, Llegenda de la serp blanca. La producció va començar el 10 de setembre de 2010, i va finalitzar el 16 de gener de 2011. La pel·lícula està en 3D i es va mostrar fora de competició al 68a Mostra Internacional de Cinema de Venècia el 3 de setembre de 2011.Va ser llançat a la Xina continental el 28 Setembre de 2011 i a Hong Kong el 29 de setembre.

## Argument
L’abat Fahai i el seu assistent Neng Ren es troben amb una arpia de gel al cim d'una muntanya. L'harpia converteix l'impetuós Neng Ren en una estàtua de gel. De sobte, Fahai es veu obligat a capturar-la amb un caçador de dimonis, que allibera a Neng Ren de la transformació. Aleshores, Neng Ren té l'encàrrec de confinar l'harpia de gel a la pagoda Lei Feng, confinant-la en un cercle màgic juntament amb altres dimonis atrapats.
A l'altre costat de la muntanya, dos dimonis serp femenines (Qingqing i Susu) estan jugant quan veuen un metge, Xu Xian, escollint herbes al peu de la muntanya amb els seus amics. Qingqing, una serp juganera, l'espanta, fent-lo caure al llac de sota. Susu, més amable, assumeix forma humana i besa Xu Xian, la qual cosa permet que l'essència vital flueixi d'ella al seu cos, salvant-lo així. Quan Xu Xian es desperta, explica als seus amics sobre el petó, que només els fa riure.
Després de trobar una víctima d'un dimoni ratpenat, Fahai i Neng Ren abandonen el temple per sotmetre el dimoni ratpenat. Xu Xian es troba amb ells i ofereix un viatge en vaixell fins a la ciutat. La Susu comença a pensar en el dia que va besar a Xu Xian i decideix anar a la ciutat per trobar-lo. Mentrestant, mentre Qingqing explora la ciutat, es troba amb Neng Ren i decideix ajudar-lo a sotmetre el dimoni ratpenat revelant-ne la ubicació. Neng Ren derrota les cohorts del dimoni ratpenat, però és incapaç de sotmetre el rei dimoni ratpenat i és mossegat. Tot i que Fahai el salva posteriorment, Neng Ren comença a convertir-se en un dimoni ratpenat l'endemà i decideix fugir. Mentrestant, Xu Xian reconeix la Susu, i passen la nit junts, sense tenir en compte que és una serp en forma humana.
Neng Ren és trobat per Qingqing i els dos es fan amics. S'adonen que Neng Ren, tot i convertir-se en un dimoni ratpenat, encara té tot el seu gust humà pel menjar humà, i la majoria de les seves qualitats humanes. Mentrestant, Xu Xian i Susu es van casar. Fahai li dona a Xu Xian un punyal que pot matar dimonis, anticipant-se que Susu és un dimoni, ja que és capaç de contrarestar el verí del dimoni guineu i l'enfronta i la derrota, però la salva, ja que havia ajudat a salvar els altres amb una advertència per deixar Xu Xian. ja que la seva unió només causarà dolor i amenaçarà de matar-la en cas contrari. Quan ella no ho fa, Fahai i els seus deixebles l'ataquen a ella i a la casa de Xu Xian. Susu lluita en la batalla en forma de serp, però és apunyalada per Xu Xian, que desconeix la seva veritable identitat. Susu escapa però està greument ferit. Xu Xian, després d'adonar-se del que ha fet, decideix aconseguir l'arrel espiritual per curar-la.
Ajudat per l'amic de Susu, un ratolí, Xu Xian aconsegueix recuperar una arrel guardada dins de la pagoda Lei Feng, però està posseïda per dimonis ja que l'arrel era la cosa que mantenia els dimonis al seu lloc. Fahai i els altres monjos capturen Xu Xian i es preparen per llançar encanteris per desterrar els dimonis del seu cos. Quan la Susu es recupera, va a buscar a Xu Xian juntament amb Qingqing. S'enfronten a Fahai, que intenta explicar-los que l'encanteri no s'ha de trencar abans que estigui complet. Susu, però, no se'l creu i l'acusa d'intentar separar-los. Les dues germanes lluiten contra Fahai i després que Fahai trenqui les seves espases, es venjaren desfermant una onada a Jinshan que en Fahai és capaç de tallar en dos per evitar massa danys, només per ser atacat per les seves veritables formes. Susu allibera a Xu Xian de l'encanteri, però no té cap record de Susu. Susu culpa d'això a Fahai i lluiten. Tot i aconseguir repel·lir les serps ferotges de Susu i incapacitar Qingqing, Fahai es queda derrotat mentre es pregunta si estava massa impulsat en la seva caça de dimonis i la seva defensa ferotge de Buda, ja que malgrat tots els seus esforços, els desastres continuarien sense aturar-se. Quan Susu torna a començar la batalla, Fahai està empoderat per la seva fe en Buda i, manifestant molts braços divins al seu voltant, desvia fàcilment tots els atacs de Susu abans que pugui atrapar a Susu a la pagoda Lei Feng. En aquest punt, Susu es penedeix i demana veure a Xu Xian només per última vegada. Buda implora a Fahai que compleixi el desig de Susu i Fahai, ple d'esperit diví, obeeix i aixeca la pagoda, alliberant temporalment a Susu. Després d'una conversa emotiva amb Xu Xian, Susu el fa un petó, fent que ho recordi tot. A continuació, Susu és aspirat de nou al temple mentre Fahai deixa anar el temple, atrapant a Susu allà de nou, per a la tristesa de Xu Xian. Qingqing, veient tot això des de la distància amb Neng Ren, li diu que ella no vol estimar ningú com la seva germana estimava a Xu Xian, i se'n va dient que mai serà un veritable dimoni ratpenat de totes maneres.
A l'epíleg, Xu Xian recull herbes al voltant de la pagoda, mentre que la Susu ha tornat a la seva forma de serp atrapada dins del temple. Es veu a Fahai caminant pel vessant de la muntanya, quan de sobte Neng Ren (ara un complet dimoni ratpenat) apareix al seu costat. Llançant-li una poma, Fahai li diu que s'ha acostumat al seu nou aspecte, i tornen a viatjar junts.

## Repartiment
- Jet Li com a Abat Fahai
- Raymond Lam com a Xu Xian
- Eva Huang com la Serp Blanca/Susu (素素)
- Charlene Choi com a Serp Verda/Qingqing (小青)
- Wen Zhang com a Neng Ren (能忍)
- Jiang Wu com a Diable Tortuga (龜妖)
- Vivian Hsu com Ice Harpy (雪妖)
- Miriam Yeung com a Diable Conill (兔)
- Chapman To com a Toad Monster/Gugu (蛤蟆怪)
- Law Kar-ying com a misteriós herbolari (神秘藥師)
- Lam Suet com a Diable Pollastre (雞妖)
- Sonija Kwok com a Bu Ming (不明)
- Angela Tong com a Cat Devil (貓妖)
- Michelle Wai com a Bat Devil (蝙蝠妖女)

## Producció
Els actors principals Ethan Juan, Peter Ho, Mark Chao i Raymond Lam van fer una audició per al paper principal a la pel·lícula. Al final, Lam va aconseguir el paper. S'ha informat que Juan i Chao van ser abandonats perquè es considerava que no eren prou coneguts a la Xina i la imatge d'Ho no va seguir l'exemple masculí.
Es va anunciar que Jet Li formaria part del repartiment durant la preproducció inicial. Tanmateix, el seu paper no es va revelar fins al setembre de 2010, quan es van anunciar els papers d'alguns actors, com Jet Li com Fa Hai, Eva Huang com Serp Blanca, Raymond Lam com Xu Xian, Charlene Choi com a Serp Verda i Wen Zhang, a qui Li va convidar a interpretar el seu deixeble Neng Ren.
Pel que fa a les escenes d'acció, Jet Li va dir que mai havia estat tan esgotat abans. Li va dir:
| « | Després de lluitar contra la serp blanca, lluita contra la serp verda. Després de lluitar contra la serp verda, lluita contra el dimoni. Després de lluitar contra aquest dimoni, lluita contra un altre dimoni. Després de lluitar contra aquest dimoni, lluita contra el monstre de l'aigua. Cada dia al plató deixava escapar un gran sospir. | » |

Raymond Lam va dir que sempre estava sent colpejat per altres,
| « | Especialment Ah Sa, fins i tot va demanar que el director afegi escenes de baralla. Com a resultat, s'han afegit escenes per colpejar-me! A més, va lluitar molt més ferotgement que abans! | » |

El rodatge es va acabar el 16 de gener de 2011. Originalment titulat "Madame White Snake" en anglès, el logotip de la pel·lícula es va donar a conèixer durant la conferència de premsa de presentació amb el nou títol oficial en anglès, It's Love. Tanmateix, el títol en anglès es va canviar a The Sorcerer and the White Snake quan es va anunciar el distribuïdor. El títol real utilitzat ha estat The Emperor and the White Snake, tant en DVD com a IMDB.